# 儒学者
儒学者（じゅがくしゃ）とは、儒教を自らの行為規範にしようと儒教を学んだり、研究・教授する人のことである。一般的には儒者（じゅしゃ、ずさ）と称され、特に儒学を学ぶものは儒生（じゅせい）と呼ばれる。

## 概要
周代の初めごろより、六芸を講じる者が「儒」と呼ばれており、のちに転じて学者を指す言葉となった。諸子百家の学説が興るようになると、特に孔子の門流のことを儒家と称するようになり、その学者を儒者と称した。
儒教を宗教として信仰せずに儒教を研究する学者は、「儒学者」と呼ばずに、「儒教研究者」と呼ぶべきとする見方もある。ただし京都大学教授の吉川幸次郎や、評論家の呉智英は、自らを儒者であると主張し、儒教の立場からさまざまな立論を行っている。

## 日本における儒者
儒教が日本に伝来した古代から中世には、紀伝・明経・明法・算道の四道を講じる者を四道儒者と呼称し、清原氏、中原氏などの博士が儒者のこの頃の儒者の代表例である。ただしこの頃は経典は漢籍の一環として博士・仏僧・神職などの各職域・身分において学ばれており、「儒者」という職業や身分は存在しなかった。僧侶や神官では無い学識者を指す言葉でしかなかった「儒者」の職・社会的身分が確立するのは近世以降のことである。
戦国時代の末から江戸時代初期に、政治・学術的知識が儒学に求められ、中国・朝鮮の漢字文献の輸入・流通が拡大した。それによって儒学の転籍を読解・講釈する専門家が出現し、これが儒者と呼ばれるようになった。江戸幕府が林羅山を登用して以来、幕府に御儒者（おじゅしゃ、おずさ）という役職が設けられた。これは将軍に経典を講じ、文学や学問を司る職であった。林家は3代目の林信篤以降は従五位に叙され家禄3500石を受けた。また、新井白石は1000石の禄を得ている。このような林家・新井の待遇の例はあるものの、一般の御儒者の家禄は200から300石程度であり、天保以降は教授所に勤める儒者は15～30人扶持であった。諸藩においても、野中兼山が10000石、熊沢蕃山が3000石を執政・番頭の禄として得ていた例をのぞけば、200石以下が一般的であった。
これらの儒者の出身身分は江戸時代初期には浪人、中期以降には商人・医家が多く、武士以下の階層から出て精神的に武士を指導する地位に立つことができた。また中江藤樹や伊藤仁斎のような在野で儒を説く町儒者が出現し、彼らはしばしば窮乏したものの、出仕せずに大名に儒学を講じ社会的地位を得る者もあった。享保以降は儒学の研究が経学・史学・考証学などに分化し、儒者と称するものの一様ではなくなった。中国・朝鮮のように為政者が率先して儒学の担い手になることがなく、儒者の生活基盤は弱いものであり、中には漢学者として儒教以外のテキストを用いて蘭学・兵学などの諸学に転換する者もあった。